# 雍姫
雍姫（ようき、生没年不詳）は、鄭の大臣祭仲の娘、同国の大夫雍糾の妻。夫の氏である雍と父の姓である姫により雍姫と呼ばれる。

## 概要
厲公4年（前697年）、祭仲が国政をほしいままにしたため、厲公はこのことを憂い、密かに雍糾にその義父の祭仲を殺させようとした。雍糾はこのことを雍姫に相談した。雍姫は母に「父と夫、どちらが親しいのか」と尋ねた。母は「天下の誰もがあなたの夫になることができますが、あなたには父親が一人しかいません」と言った。雍姫は母の言うことが正しいと思って、父に知らせた。祭仲は雍糾を殺し、厲公は廃位されて海外に追放された。厲公は雍糾が死んだと聞いて「婦人に知ってもらうなんて、自業自得ですね」と言った。祭仲は公子忽を昭公として擁立した。

## 伝記資料
『春秋左氏伝』